# 昂
| ウィキペディアには「昂」という見出しの百科事典記事はありません（タイトルに「昂」を含むページの一覧/「昂」で始まるページの一覧）。 代わりにウィクショナリーのページ「昂」が役に立つかもしれません。 |